# Viktoria Brams
Viktoria Brams (Essen, 17 september 1944) is een Duits actrice. Ze werkt ook regelmatig als hoorspelactrice.
Brams is vooral bekend door haar rol als Inge Busch in de langlopende Duitse soapserie Marienhof. Van 2005 tot 2009 was ze ook een van de gezichten van de televisieserie Hallo Robbie!.

## Biografie
Viktoria Brams werd geboren in Essen en voltooide haar opleiding aan de Otto-Falckenberg-Schule in München, waar ze nu nog steeds woont. Haar eerste engagement kreeg ze in het theater van de stad Heidelberg. Gastoptredens brachten haar naar talloze andere theaters.
Sinds de jaren 1960 was ze te zien in talrijke televisieproducties, zoals SOKO 5113, Ein Fall für zwei, Streit um drei, Ein Stück Himmel en Klinik unter Palmen. Ze speelde hoofdrollen in onder andere de televisieseries Der Vater und sein Sohn (1967) en Hauptstraße Glück (1968). Van 1992 tot 2011 was ze regelmatig te zien in de soap Marienhof, waarin ze als enige actrice van de eerste tot de laatste (4053e) aflevering deel uitmaakte van de cast.
Viktoria Brams is tot nu toe zelden in speelfilms te zien geweest. In Harald Reinl's Heimatfilm Grün ist die Heide speelde ze een carrièrevrouw die op de Lüneburger Heide haar verwaarloosde man moet zoeken.
Brams is ook bekend als stemactrice. Ze heeft veelvuldig haar stem geleend aan Fanny Ardant (o.a. Swann's A Love, The Family, Love and Freedom, Nathalie) en Julie Andrews (Ten - The Dream Girl, Suddenly Princess, Tooth Fairy on Parole). Andere actrices aan wie ze haar stem heeft geleend zijn Catherine Deneuve (Alone for Two), Jane Fonda (Coming Home), Claude Jade (Check the Robot), Meryl Streep (Rendezvous in the Afterlife), Ali MacGraw (Convoy), Maud Adams (Octopussy), Tyne Daly (In Case of Amy), Marthe Keller (Only the Wind Knows the Answer), Mary Elizabeth Mastrantonio (Abyss of Death), Michele Lee (Under the California Sun), Rachel Ward (The Thorn Birds), Emma Thompson (Harry Potter and the Prisoner of Azkaban, Harry Potter and the Order of the Phoenix) en Rita Hayworth in de tv-versies van Gilda en You'll Never Get Rich.
Sinds december 2020 is Brams te zien als Oma Putz van de familie Putz in Oostenrijkse commercials voor de Oostenrijkse meubelzaak XXXLutz.

## Privéleven
Brams was in haar eerste huwelijk getrouwd met Gerd Potyka. In 1968 trouwde ze met de acteur Michael Hinz, met wie ze vaak samen op het toneel stond. Uit dit huwelijk, dat duurde tot de dood van Hinz op 6 november 2008, kregen ze twee kinderen, Viviane (1969-2021) en Patrick (* 1973).
Viktoria Brams is officieel ambassadeur voor het privé-initiatief Hulp voor kinderen uit Wit-Rusland en de Duitse José Carreras Leukemie Stichting.

## Filmografie
- 1963: Interpol – Herz ist Trumpf
- 1965: Die fünfte Kolonne – Zwielicht
- 1965: Der Nachtkurier meldet … (televisieserie)
- 1966: Johannisnacht
- 1966: Der Floh im Ohr
- 1967: Sie schreiben mit – Die Meisterschaft
- 1967: Der Vater und sein Sohn (televisieserie)
- 1968: Dem Täter auf der Spur – Schrott
- 1968: Hauptstraße Glück (televisieserie)
- 1968: Der Vater und sein Sohn (televisieserie)
- 1968: Ein Sarg für Mr. Holloway
- 1969: Salto Mortale – Gastspiel in Athen
- 1970: Hamburg Transit – Zwölf Wochen umsonst
- 1970: Pater Brown – Das Duell
- 1970: Stille Winkel, laute Küste
- 1970: Endspurt
- 1970: Merkwürdige Geschichten – Anruf aus dem Jenseits
- 1971: Salto Mortale – Gastspiel in Brüssel
- 1972: Grün ist die Heide
- 1974: Elfmeter! Elfmeter!
- 1977: Das Biest
- 1978: SOKO 5113 – Ein feiner Herr wird erpreßt
- 1982: Ein Stück Himmel (televisieserie)
- 1983: Wie hätten Sie’s denn gern?
- 1990: Hotel Paradies - Familienkrieg (televisieserie)
- 1990: SOKO 5113 – Der Auftraggeber
- 1992–2011: Marienhof (televisieserie)
- 1993: Morlock – Kinderkram
- 1995: Ein Fall für zwei – Mordsgefühle
- 1995: Wirklich unglaublich (moderatie)
- 1996: Klinik unter Palmen
- 1996: Wildbach – Die zweite Chance
- 1997: Dr. Stefan Frank – Der Arzt, dem die Frauen vertrauen – Abschied für immer
- 1998: SOKO 5113 – Familienbande
- 2001: Rosamunde Pilcher – Die Rose von Kerrymore
- 2002: Die Rosenheim-Cops – Der Pfeil des Robin Hood
- 2005–2009: Hallo Robbie! (televisieserie)
- 2011: In aller Freundschaft – Erwachen
- 2015: Der 8. Kontinent

## Als stemactrice (selectie)
Fanny Ardant
- 1984: als gravin von Guermantes in Eine Liebe von Swann
- 1987: als Adriana in Die Familie
- 1988: als Velia in Fürchten und Lieben
- 1989: als Jeanne Gauthier in Sehnsucht nach Australien
- 1990: als de moeder in Ehrbare Ganoven
- 1995: als De ster die door de nacht tourt in Hundert und eine Nacht
- 2003: als Catherine in Nathalie

Julie Andrews
- 2001: als koningin Clarisse Renaldi in Plötzlich Prinzessin
- 2004: als koningin Clarisse Renaldi in Plötzlich Prinzessin 2
- 2010: als Lily in Zahnfee auf Bewährung
- sinds 2020: als Lady Whistledown in Bridgerton

Kirron Kher
- 2004: als Parminder Prakash in Hum Tum – Ich & du, verrückt vor Liebe
- 2004: als Mrs. Sharma in Ich bin immer für Dich da!
- 2006: als Kamaljit Saran in Kabhi Alvida Naa Kehna – Bis dass das Glück uns scheidet
- 2006: als Nafisa Z. Baig in Fanaa
- 2008: als Sams moeder in Dostana

Marthe Keller
- 1974: als Angela Delpierre in Die Antwort kennt nur der Wind
- 1977: als Dahlia Iyad in Schwarzer Sonntag
- 1987: als Tina in Schwarze Augen
- 1989: als mevrouw Wagner in Georg Elser – Einer aus Deutschland
- 1996: als Mrs. Delgado in Erklärt Pereira
- 1997: als Barbara in Die Schwächen der Frauen
- 2007: als de moeder in In der Glut der Sonne

### Films
- 1979: Lois Chiles als Dr. Holly Goodhead in James Bond 007 – Moonraker – Streng geheim
- 1983: Barbara Carrera als Lola Richardson in McQuade, der Wolf
- 1983: Rita Hayworth als Sheila Winthrop in Reich wirst du nie
- 1985: Barbara Carrera als Kathy Lukas in Wildgänse 2
- 1989: Barbara Carrera als Alex Barnett in Loverboy – Liebe auf Bestellung
- 2004: Emma Thompson als Prof. Sybil Trelawney in Harry Potter und der Gefangene von Askaban
- 2007: Emma Thompson als Dr. Alice Krippin in I Am Legend
- 2007: Emma Thompson als Prof. Sybil Trelawney in Harry Potter und der Orden des Phönix

### Series
- 1966–1968: Diana Rigg als Emma Peel in Mit Schirm, Charme und Melone
- 1988–1991: Michele Lee als Karen MacKenzie (1e stem) in Unter der Sonne Kaliforniens
- 2002–2009: Lesley Ann Warren als Tina in Will & Grace
- 2009–2013: Lesley Ann Warren als Jinx Shannon in In Plain Sight – In der Schusslinie
- 2013–2017: Diana Rigg als Lady Olenna Tyrell in Game of Thrones